# ماهیچه عمودی زبان
ماهیچه عمودی زبان (انگلیسی: Vertical muscle of tongue) کار تخت کردن و پهن کردن زبان را برعهده دارد.
خاستگاه آن نیام پشتی (دُرسال) زبان، پیوندگاهش کناره‌ها و قاعده زبان و عصب‌گیری‌اش از عصب زیرزبانی است.